# ローイング競技の歴史

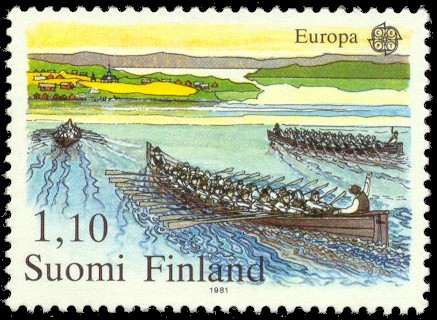
フィンランドより発行されたローイング競技の図案切手

ローイング競技の歴史（ローイングきょうぎのれきし）では、各国でのローイング競技（競漕）の歴史について記述する。
競漕は世界で最も古い伝統の一つとして普及している。輸送や戦争の手段として始まったものが、最終的に広く続けられるスポーツとなり、英語圏の文化的アイデンティティの一部となった。近代的な形式のローイング競技は1700年代にイギリスで発展した。
今日におけるローイング競技はアマチュアスポーツでありオリンピック種目である。ピエール・ド・クーベルタンが近代オリンピックを創設した当時の国際オリンピック委員会はヘンリー・スチュワードをモデルに作られた。スチュワードは、ローイング競技の最も権威ある大会の一つヘンリー・ロイヤル・レガッタを組織運営している。
なお、日本語での競技名は「ボート競技」であったが、2023年に「ローイング競技」に変更された（経緯についてはローイング競技を参照）。

## 男性
競漕に関する最古の記述にすら、スポーツの要素が存在している。紀元前1430年のエジプトの墓碑銘には、戦士アメンホテプ2世がボート漕手としての功績でも有名だったと記録されている。ただ、古代エジプトは紀元前11世紀になると海の民の侵略をうけ、ユダヤ人らは亡命したという（出エジプト記）。
中国では紀元前3世紀に屈原が入水自殺したことから、彼の霊を祀るため小舟でのレース大会が各地で行われるようになったという。紀元前1世紀の著書『アエネーイス』では、アイネイアスが葬儀にて父に敬意を表して行った試合の中にローイング競技（ボート競技）があった、とウェルギリウスは述べている
。
中世では、13世紀ヴェネツィアの祭りで「レガッタ(伊:regata)」と呼ばれるボートレースが行われていた。現代でもローイング競技（ボート競技）がレガッタ(英:regatta)と呼ばれている。

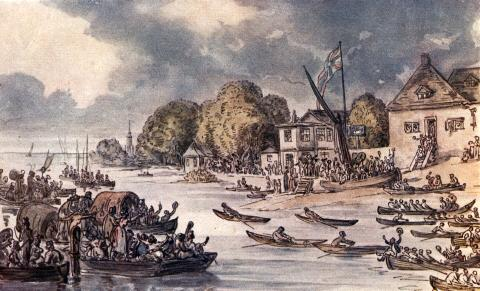
テムズ川で行われたローイング競技（ボート競技）の決着。トマス・ローランドソン画

近代のボートレースとして知られる最初のものは、ロンドンでテムズ川渡しをしていた職業船頭間の競争から始まった。賭けレースの賞品は、多くの場合ロンドンギルドやリヴァリ・カンパニーまたは裕福な川沿い邸宅所有者から提供された。19世紀には、こうしたレースが多く開催されて人気を博し、大勢の観衆を魅了した。当時のスポーツ冊子には、5000ものボートレースが1835年から1851年の間に行われたと記録されている。19世紀には英国全土の他の川でも同様に人気を博し、特にタイン川で大観衆を魅了した。ロンドン橋からチェルシーまでを競う、最も歴史あるダゲッツ･コート･アンド･バッジ (Doggett's Coat and Badge) は1715年の初開催から現在に至るまで毎年開催されている。
英国におけるアマチュア競技は18世紀末頃に始まったとされる。この時期の記録文献は少ないが、1790年代にイートン・カレッジのMonarch Boat Clubとウェストミンスター・スクールの Isis Clubが存在していたことは知られている。1800年以前は、ロンドンに Star ClubやArrow Clubという紳士アマチュア団体も存在していた。オックスフォード大学のバンピングレースは1815年に最初に組織運営され、ケンブリッジ大学では1827年に最初のレースが記録された。オックスフォード大学とケンブリッジ大学のボートレースは1829年に初めて行われ、これは英国2番目の大学間スポーツ大会だった。最初のボートレースと後の試合への関心から、1839年よりヘンリーという街が毎年レガッタを開催するようになった。
アメリカ合衆国にも、相当数のローイング競技コミュニティがある。ボストン、ニューヨーク、フィラデルフィアなどの港では、多くの手漕ぎ小型ボートの建造が要請され、競争が不可避となった。米国最初のレースは1762年にシュイルキル川で開催された。このスポーツが人気を博すにつれてクラブが結成され、漕手たちが賞品目的でレースをするようになった。独立戦争前、職業漕手がクラブとお互いに漕ぎあった。レースは多くの場合ステーク＆バックの往復形式で、試合開始とその決着を観戦できた。公衆がこうした大会に群がり、ローイング競技は19世紀の米国で他のプロスポーツと同じくらい人気を博した。1824年、マンハッタン河岸出身のフェリー漕手が、英国フリゲート艦 (HMS Hussar) の乗組員と1,000ドルでレースをした。数千人もの人々がこの競技に賭け、米国側が勝ったという。1838年、6人の男性がプロビデンス (ロードアイランド州)でボートクラブを結成し、このNarragansett Boat Club は現在アメリカで最古のボートクラブかつ最も歴史あるスポーツクラブである。1843年、イェール大学で最初の米国大学ボートクラブが結成された。ハーバード・イェール・レガッタ (Harvard-Yale Regatta) は、1852年以来毎年争われてきた米国で最も古い大学間スポーツ大会である（第二次世界大戦や南北戦争などの大規模戦争による中断を除く）。
国際ローイング連盟(FISA)は1892年6月25日に、フランス、スイス、ベルギー、アドリアティカ（現:イタリアの一地方）、イタリアの各代表者によってトリノで設立された。FISAはオリンピック活動に参加した最も古い国際競技連盟である。1893年には初めて欧州ローイング選手権（欧州ボート選手権）を開催した。毎年恒例の世界ローイング選手権（世界ボート選手権）は1962年に導入された。ローイング競技（ボート競技）は1900年からオリンピックでも実施されている（1896年の第1回近代大会では悪天候のため中止された）。
ローイング競技の強国は、英国、米国、イタリア、オランダ、フランス、カナダ、ドイツ、ニュージーランド、オーストラリア、ルーマニアなどである。近年の有名な漕手としては、5回連続オリンピックで金メダルを獲得したスティーヴ・レッドグレーヴ（英）をはじめ、4回連続オリンピック金メダルのマシュー・ピンセント（英）、3連続オリンピック金メダリストのジェームズ・トムキンス（豪）などがいる。

## 女性
ローイング競技は長い間男性が独占していたスポーツだった。近代オリンピック種目としてのローイング競技（ボート競技）の開始は1896年の第1回アテネ大会まで遡るが、女性アスリートの参加が許されるのは1976年モントリオールオリンピックからである（水泳、陸上、自転車などはそれ以前から女性種目が開催されていた）。
歴史的には、女性のボート大会出場は15世紀まで遡る。1493年にベアトリス・デステがヴェネツィアを訪れた時、農民女性50人が競うレガッタが開催されたとの記述がある。女性の職業船頭はロッダルマダム (Roddarmadam) と呼ばれ、 15世紀から19世紀後半までスウェーデンの首都ストックホルムの群島で水上フェリーを独占運用していた。
近代における女性のローイング競技は19世紀初頭まで遡ることが可能で、女性のダブルスカル競技を描いた図画が1870年に『ハーパーズ・ウィークリー』の表紙となった。米国では1892年、4人の若い女性がボートを借りてサンディエゴ湾で漕ぎ始めたのを契機にZLACボートクラブが始動した。同クラブは、世界最古の現存する女性専用ボートクラブだと考えられている。この翌年、英国ケンブリッジにある女子大のニューナムカレッジでボートクラブが結成された。1927年、オックスフォード大学とケンブリッジ大学との間で最初の女子ボートレースが開催された（最初の数年間はエキシビジョンで、後にレースとなった）。そして1954年、欧州ローイング選手権（欧州ボート選手権）に女性種目が追加された。1988年、第1回のヘンリー女性レガッタが開催された。1997年4月27日、レアンダー・クラブが特別総会で女性を会員として認める評決に至ったことで、ボート界の最後の砦の1つが破られた。この規則は、UKスポーツ (UK Sport) より課された条件を満たすもので、レランダーはこの改則によって宝くじスポーツ基金から助成金150万ポンドを受給する資格が備わった。2015年、ロンドンのテムズ川で開催された（従来は男性専用の）ボートレースでも、女性のレースが併せて実施された。
国際レベルでは、女性のローイング競技は共産主義の崩壊までルーマニア、ロシア、ブルガリアなどの東欧諸国に独占されていた。それ以降ローイング競技で最も成功した国には、ドイツ、オランダ、カナダ、イギリス、ニュージーランドなどがあり、これらはローイング競技に適した川や湖のある国々である。また米国はしばしば非常に競争力のある乗組員を擁しており、近年では女子の大学ボート競技急増や女性向けのNCAAボート選手権の設立を考慮すると、彼女たちの競争力はより高まりつつある。
近年の有名な漕手では、女性のシングルスカルでエカテリーナ・カルステン（ベラルーシ）がいるほか、ダブルスカルと4人漕ぎではキャスリン・ボロン（独）がいる。

## 日本

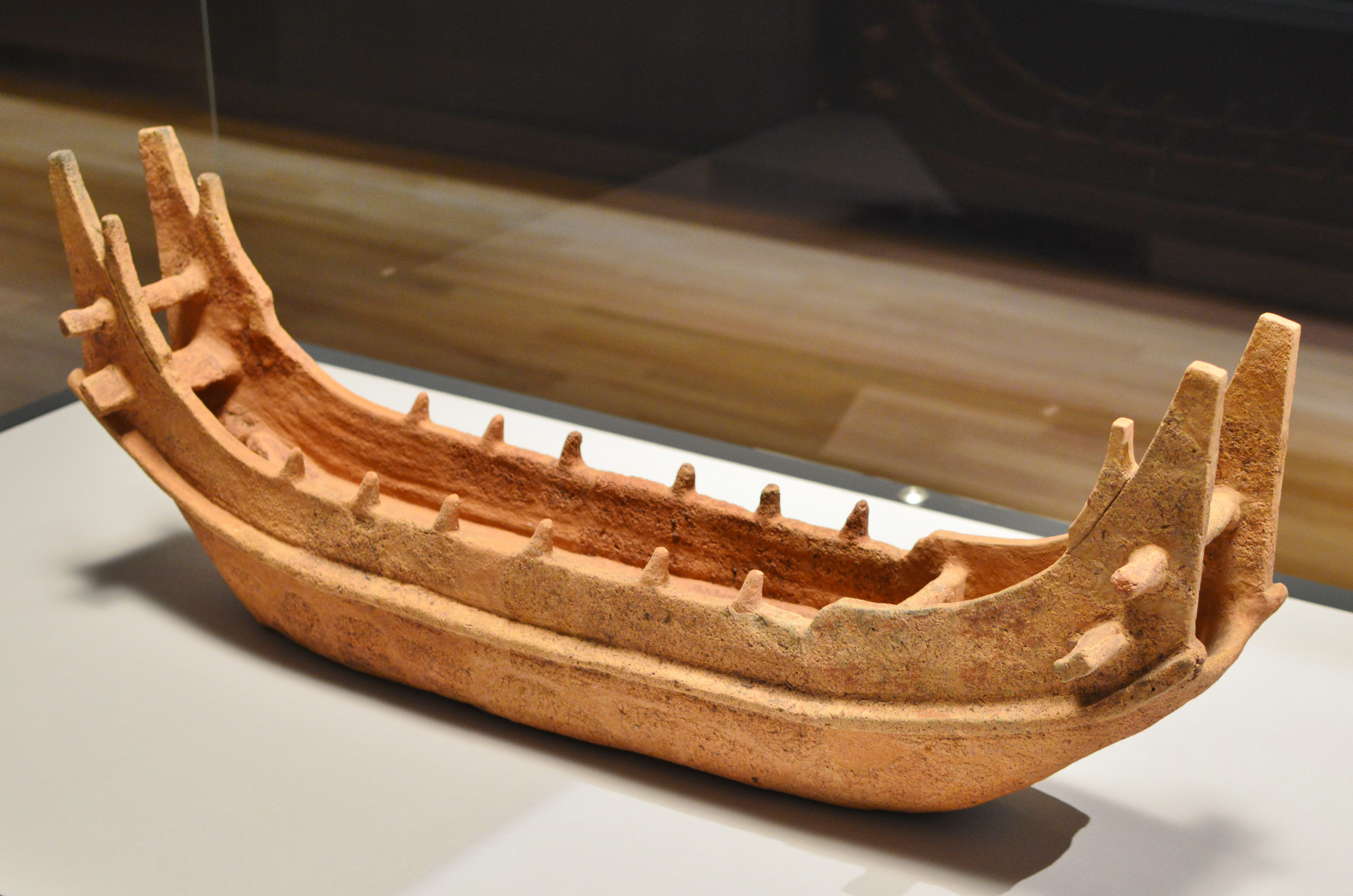
西都原古墳群出土の埴輪船。

日本では、約7500年前の貝塚から国内最古とされる丸木舟が発見されており、櫂で漕ぐボートは先史より使われていた。弥生時代には大人数で漕ぐ形の準構造船も作られ、遺跡から出土した弥生土器にそうした舟の絵が描かれている。古墳時代にはガレー船に類似の船型の埴輪や馬型の埴輪が出土しており、騎馬民族の渡来が示唆されている。
とはいえ、日本の河川は欧米と比べて短く急流であり、台風等のため年間降水量も世界平均の2倍と水難災害リスクが大きく、ローイング競技にそぐわない自然環境だった。実際、日本では舟を漕ぐ行為が独自にスポーツへと直接発展することはなく、競漕の文化は室町時代に日本国外の国から入ってくる。
中国で紀元前からの風習だったドラゴンボート競漕が、1390年頃に沖縄（当時は古琉球）に伝来し、龍の形を模した爬竜（ハーリー）と呼ばれるボートでの競漕が沖縄全島に広まった。江戸時代初期の1655年には長崎にも伝来し、こちらでは白竜（ペーロン）という名称で競漕が開催されるようになった。両県ではドラゴンボートを使った競漕が伝統行事として、現在も毎年実施されている。
いわゆる西洋文化としてのローイング競技が日本に入ってくるのはさらに後年、江戸時代の鎖国体制が崩れる幕末のことである。1855年に長崎海軍伝習所が教科の一つとしてカッター艇の乗艇訓練を行っており、日本ローイング協会はこの時期を日本における（西洋のルールに則った）ローイング競技の始まりだとしている。
1887年（明治20年）に東京帝国大学漕艇部が設立され、大学間で競技が行われるようになった。帝大選手は医科（東龍太郎等）、法科（岸清一等）、工科の学生が主で、帝大教授らに厚い人気があり、のちに官僚や政治家となった者も少なくない。
日本ローイング協会は1920年（大正9年）設立で、初代理事は東京帝国大学医学部薬物学教授の林春雄。